# Geophilus compactus
Geophilus compactus är en mångfotingart som först beskrevs av Carl Graf Attems 1934.  Geophilus compactus ingår i släktet Geophilus och familjen storjordkrypare. Inga underarter finns listade i Catalogue of Life.